# Horcynus Orca
Horcynus Orca è un romanzo dello scrittore italiano Stefano D'Arrigo pubblicato nel 1975, che narra il ritorno a casa del protagonista, 'Ndrja Cambrìa, ossia Andrea Cambria, un marinaio della Regia Marina Italiana che percorre a piedi le devastate coste calabre durante l'autunno del 1943, quando l'Italia finì investita dalla guerra, invasa dagli eserciti Alleati e della Germania nazista. L'odissea del giovane siciliano, reduce dalla partecipazione alla guerra mondiale, che deve affrontare un viaggio da Napoli a Cariddi, attraverso il Mare dello Stretto, per rivedere la propria isola è irta di difficoltà e sofferenza. Quel tempo e quel mondo devastato, reso irriconoscibile dalla guerra, si rivela un'occasione per la sua maturazione alla vita, ma anche un'iniziazione alla morte: agli avvenimenti e alla lotta per sopravvivere di 'Ndrja si accompagnano visioni e sogni, dominati dalla presenza delle fere, famelici delfini, e dall'apparizione dell'Orcaferone - l'Horcynus orca del titolo - creatura mostruosa e, assieme, visione simbolica dell'immensa rovina.

## Genesi del romanzo
L'opera, di vasto respiro epico e lirico, è l'esito di un lavoro di riscrittura di più di vent'anni, iniziato intorno al 1950. Nel primo decennio di scrittura, la notizia del romanzo gira nei circoli letterari italiani attirandone l'attenzione, tanto che nel 1959 viene attribuito a D'Arrigo il premio della Fondazione Cino del Duca, la cui giuria è composta, tra gli altri, da Eugenio Montale, Elio Vittorini e Cesare Zavattini. Nel 1960, esce sulla rivista Il Menabò un lungo lacerto dell'opera, di oltre cento pagine, il cui titolo provvisorio è I giorni della fera. La prima redazione è conclusa già allora nella sua struttura narrativa, ma l'autore affronta una profonda revisione linguistica, che protrae per altri anni, anche grazie al sostegno dell'editore Arnoldo Mondadori (il romanzo fu seguito dall'editor Niccolò Gallo e da Vittorio Sereni). Nel 1975, il romanzo esce col titolo definitivo di Horcynus Orca: è la terza redazione di D'Arrigo che viene, finalmente, pubblicata, grande esempio di postmoderno italiano. Ma l'accoglienza fu controversa: opera letteraria di grandi ambizioni, fu incompresa dai critici e ottenne un generale rifiuto del pubblico, facendone ancor oggi dopo 45 anni un capolavoro sconosciuto al pubblico italiano.
Tra quelli che lo hanno apprezzato, sono Giuseppe Pontiggia, Primo Levi e il critico George Steiner, secondo cui «è la sola risposta europea a Moby Dick: D'Arrigo compete con Melville e ne è all'altezza».
Nell'autunno 2000, fu data alle stampe anche la prima versione dell'opera, col titolo iniziale I fatti della fera.

## Trama
Il romanzo, lungo 1264 pagine nell'edizione a stampa, non è diviso in capitoli. Talvolta una linea bianca separa la fine di una frase dall'inizio del periodo successivo. Tuttavia, è possibile dividere l'opera in tre parti che corrispondono a due stacchi tipografici seguiti da un cambio di pagina, prima di p. 344 e prima di p. 617.
La narrazione copre un arco temporale di soli cinque giorni, dal 4 all'8 ottobre 1943, ma numerose digressioni sotto forma di flashback raccontano episodi anche precedenti.

### Parte prima
(Stefano D’Arrigo, incipit di Horcynus Orca)
Nelle settimane successive all'armistizio dell'8 settembre 1943, l'esercito italiano si sbanda; più di metà dei militari in servizio nella penisola gettano le armi e cercano di tornare a casa. Tra di loro c'è anche il marinaio Andrea ('Ndrja) Cambria, che discende la costa calabra con l'intenzione di tornare dalla base navale di Napoli alla Sicilia. Nei pressi di Praia a mare incontra le Femminote, donne che contrabbandano sale; una di queste, Jacoma, propone a ‘Ndrja Cambrìa di appartarsi con la più giovane fra loro, la bellissima Cata. Il marinaio sospettoso indaga presso le altre donne e viene a sapere che Cata è sotto incantesimo. La suocera Jacoma vuole che a togliere le voglie sessuali della nuora sia un marinaio, come il figlio che l'ha abbandonata ancora vergine (la fessicella, a passarci il dito di sotto, si sente ancora la panna e il velo di come uscì di ventre a sua madre) dopo tre giorni per partire in guerra. Le femminote si portano appresso una testa di gesso da un busto di Mussolini, decollato dopo la caduta del fascismo, perché Cata è abituata a urinarci dentro.
Le femminote raccontano che è impossibile trovare un passaggio per la Sicilia perché gli angloamericani hanno affondato tutte le imbarcazioni, tutti i ferribò (ferry boat) in servizio da e per la costa calabra; si lamentano che su quelle imbarcazioni loro hanno passato la vita, hanno viaggiato, contrabbandato, partorito, e qualcuna afferma anche di essere stata posseduta sessualmente dalla nave. Quattro soldati sbandati che cercano a loro volta di tornare a casa si avvicinano, preoccupati dall'affondamento dei ferribò e turbati dalla bellezza di Cata; il capo dei quattro, il mutilato Boccadopa, decide che siccome 'Ndrja Cambrìa è un marinaio, è il più adatto a trovare il modo di attraversare lo stretto di Messina.
Proseguendo lungo la costa, 'Ndrja incontra due donne che fanno il bucato in riva al mare, madre e figlia che vengono da Amantea. Sono di ritorno da Cannitello, dove hanno cercato di persuadere il figlio e fratello Sasà Liconti a tornare a casa. Il giovane sembra uscito di senno, dopo anni di seminario ha lasciato tutto e tenta a ogni costo di convincere gli inglesi a traghettarlo in Sicilia, mostrando a tutti una misteriosa fotografia il cui contenuto la madre non vuole rivelare a 'Ndrja; il marinaio promette comunque di tentare di far rinsavire Sasà. Poco oltre il reduce incontra un pescatore che ha dovuto darsi al commercio, dal momento che la sua barca è stata requisita dai tedeschi per caricarvi i soldati italiani vittime di un combattimento dopo l'8 settembre. L'uomo trasporta a dorso di cavallo carne di delfino decapitato, vendendola per tonno agli abitanti dell'interno. Anche 'Ndrja trova delfini morti spiaggiati lungo le coste del Golfo d'Aria, e uno spiaggiatore vestito con resti delle divise di tutti gli eserciti in guerra, che ne raccoglie le carcasse. L'uomo racconta degli scontri per il possesso dello Stretto tra alleati, italiani e tedeschi. Sia i ferribò che la flotta da pesca sono stati affondati, ma lo spiaggiatore è sicuro che le femminote sapranno indicargli come ottenere un passaggio. Avrebbero infatti smontato e nascosto sotto i letti le barche, e 'Ndrja potrebbe sedurle perché è giovane e prestante e farsi così trasportare dall'altra parte.
'Ndrja e i soldati arrivano nel paese delle Femmine e scoprono che in ogni casa si cucina la pestilenziale fera, il delfino che i mariti pescano nello Stretto. C'è un intero ossario di carcasse spolpate sulla spiaggia, un cimitero di fere. Un professore di Messina dedicò la sua vita e la sua scienza da queste parti per scoprire il mistero della riproduzione delle anguille, nessuno dei pescatori aveva mai visto uova d'anguilla; un mistero come quello delle fere trentenarie, le più anziane, che scompaiono dalla circolazione per andare a morire altrove, ma dove? In un sogno a occhi aperti, 'Ndrja Cambrìa vede le fere trentenarie che perseguono una morte volontaria nel ventre dell'isola di Vulcano, dove il fuoco consuma istantaneamente la carne lasciando la carcassa di ossa bianche.
La vista dei delfini porta alla memoria di 'Ndrja Cambrìa due episodi del proprio passato; il primo avvenne quando da ragazzo aiutava il padre e gli altri pescatori; un giorno avevano catturato la fera che distruggeva le reti e terrorizzava i pescatori, ma era intervenuta una nave in transito dallo Stretto verso l'Abissinia. Il caporione fascista a bordo aveva diffidato i pescatori (nel romanzo definiti "pellisquadre" perché hanno la pelle indurita dal mare e dal sole, come quella del pescecane) dal far del male al delfino, poi inspiegabilmente in un'esibizione di virilità davanti ai propri uomini aveva scaricato addosso all'animale morente l'intero caricatore del moschetto. Il secondo ricordo risale a quando 'Ndrja era in Marina, e il guardiamarina signor Monanin non credeva alla ferocia dell'animale che i pescatori siciliani chiamavano fera: a lui il delfino ispirava sentimenti di bontà. L'ufficiale racconta anche due aneddoti sul cuore del delfino che ricordano a 'Ndrja quanto accaduto al padre da bambino: divenuto amico di un giovane delfino femmina, da lui battezzato Mezzogiornara, aveva molto sofferto quando tre cacciatori l'avevano uccisa senza motivo a colpi di moschetto. Per guarirlo, la madre aveva dovuto fargli ingerire la cenere d'osso della Mezzogiornara impastata con miele.
Questi sono i pensieri di 'Ndrja mentre si aggira sulla spiaggia alla ricerca di un passaggio per mare. Dopo avere trovato sotto la sabbia un cimitero di teschi di fere divorate, il marinaio incappa in una femminota che lo invita a aiutarla a varare un'imbarcazione nascosta in casa, in cambio del trasbordo oltre lo Stretto.
La femminota è Ciccina Circè, che per la traversata si fa aiutare dalle fere: le incanta con il suono di una campanella che tiene a bordo, gli animali che saltano intorno alla barca tengono lontani gli spiriti dei molti soldati morti in quel tratto di mare. Durante il tragitto Ciccina Circè tenta di sedurre 'Ndrja, poi gli racconta del proprio innamoramento per il siciliano Baffettuzzi, del quale ha perso le tracce durante la guerra. La barca si ferma in mezzo alla corrente quando le fere si stancano, poi approda alla costa siciliana. 'Ndrja ha capito che Ciccina Circè ha messo la barca in mare solo per lui, senza nulla da trasportare indietro di contrabbando, e che in cambio vuole essere posseduta da lui sulla spiaggia. Il marinaio acconsente, poi lei rimette l'imbarcazione in mare.

### Parte seconda
'Ndrja si rende conto di essere sbarcato proprio a Cariddi, il suo paese. Per prolungare il piacere del ritorno cammina fra le case, osservando i compaesani. Vede il padre Caitanello Cambrìa tirare fuori dall'armadio i vestiti della moglie deceduta anni prima di parto, e ricorda il periodo difficile che passò dopo la disgrazia, quando non sapeva rassegnarsi alla perdita. La notte, in sonno, continuava a chiamarla con i nomignoli che le dava in vita, e che 'Ndrja origliava dal proprio letto.
Bussa alla porta del padre, che per l'emozione, o forse perché offeso dalla sua troppa lontananza, finge di non riconoscerlo; 'Ndrja deve rievocare episodi della propria fanciullezza per sciogliere le sue resistenze. Poco prima del suo ritorno Caitanello ha avuto un incidente scontro con una fera, denominata Manuncularais, che ha ferito con un coltellino durante una solitaria uscita in mare. I pellisquadre e i paesani temono che questo possa incattivire le fere, e Caitanello per rappresaglia decide di chiudersi in casa e rifiuta di stringere la mano ai compaesani che vorrebbero scusarsi con lui. Perciò il ritorno del figlio arriva a proposito.
Con il rimpatrio di 'Ndrja la trama del romanzo si fa meno precisa, le digressioni si moltiplicano. Il giovane marinaio tornato borghese rievoca un episodio della insurrezione contro gli occupanti, le quattro giornate di Napoli, e poi le prime esperienze con femmine, da adolescente. Lui e i suoi coetanei erano influenzati dai racconti di don Mimì Nastasi sulle sirene, sulla genealogia femminile che vede le mitiche donne-pesce antenate delle fere, e queste a loro volta delle femminote. Le prime esperienze erotiche dei giovani pescatori furono con una bionda straniera che li attirò sul proprio yacht mentre il marito era fuori, e poi con una trapanese che sosteneva di essere stata rapita da due africani, morti nel frattempo di una malattia esantematica.

### Parte terza
Il ritorno di 'Ndrja dall'odissea della guerra avviene poco tempo dopo il quarto risveglio dal fondale marino dell'Orca, mito assassino dei pellisquadre, straziatore delle popolazioni marine, mostro che sparge intorno a sé il fetore della propria carne guasta a causa di una orribile ferita suppurante sul fianco sinistro. Sul libro illustrato delle specie marine del sig. Cama, il Delegato di Spiaggia, è catalogato con il nome di Orca, ma per i pescatori è la fera più grande, l'Orcaferone. Diversi anni fa Ferdinando Currò da giovane riuscì a arpionarlo e fu trascinato con il suo equipaggio fino a Malta, dove dovette rinunciare alla preda e tagliò le gomena.
Alla ricomparsa del mostro i pescatori sono preoccupati, ma la bestia si limita a terrorizzare le fere. Anzi, il suo nuoto sul fondo del mare provoca l'affioramento della cicirella, i filamenti di uova di anguilla che le donne abbrustoliscono alla fiamma e della quale si riempiono la pancia bambini, vecchi e pellisquadre. Per questo nella discussione tra don Luigi Orioles, che teme l'insediamento dell'orcaferone nello stretto, e il Delegato di Spiaggia, che prevede una sua emigrazione, gli abitanti di Cariddi vedono come un buon segno la presenza dell'animale. Tutto ciò accade nel periodo in cui Caitanello Cambrìa vive da recluso in casa.
Improvvisamente, quando già tra le donne di Cariddi si diffonde un sentimento di gratitudine per l'animale, nel quale vedono addirittura una rassomiglianza con il recentemente scomparso Ferdinando Currò, l'orca con una decisione improvvisa abbandona lo Stretto trascinando con sé tutte le fere, tranne quelle habitué, che vivono nei mari intorno.
Forse la più contenta per il ritorno a casa sano e salvo di 'Ndrja è Marosa Orioles, la figlia di don Luigi, la ragazza più simile a una zita (fidanzata) che lui abbia a Cariddi. L'ha lasciata ancora acerba, la ritrova rotonda e matura. Don Luigi però ha un incarico per lui: una lunga camminata sul litorale fino a Messina per vedere che i pescatori degli altri villaggi riescano a uscire a mare, se vi siano ancora mastri d'ascia all'opera dopo la devastazione della guerra. Lungo la strada però il giovane incappa nel maltese Maniàci, alla ricerca di rematori da reclutare per una regata a tre che le truppe di occupazione vogliono organizzare fra inglesi, americani e messinesi. Quando vede 'Ndrja gli offre 1000 lire invece delle 500 che offre agli altri, perché ha riconosciuto in lui un marinaio e un pescatore. Il giovane tuttavia teme che si tratti di una trappola, e che lo mandino come prigioniero di guerra oltre oceano. Approfittando della distrazione del maltese, che contratta i favori sessuali di alcune femminote, 'Ndrja si allontana.
Il mattino del 7 ottobre un dramma va in scena nello stretto. Le fere si mettono d'accordo per attaccare contemporaneamente l'orca, a turno si scagliano sulla sua coda e alternandosi finiscono per amputargliela. Il gigante rimane mutilato e impotente, e dato che la sua natura è essere immortale, in balia degli eventi. Un branco di sarde lo attacca, nutrendosi della carne esposta del gigante impotente. Tra i pellisquadre nasce un dibattito sul destino del mostro immobilizzato in agonia: c'è chi teme che la sua carcassa possa impestare tutto il mare, chi vorrebbe invece approfittarne, tagliarla a pezzi e rivenderla spacciandola per tonno.
Tra i pescatori continua il dibattito se il ferone sia davvero immortale o se non stia piuttosto per morire una volta per tutte: questa sarebbe ai loro occhi la morte della Morte. Sopraggiunge una nave militare inglese, a bordo c'è il maltese Maniàci venuto a cercare 'Ndrja. Il giovane cerca di resistere all'offerta di mille lire, poi a don Luigi viene in mente che gli inglesi pur di assicurarsi le braccia dell'ex marinaio potrebbero anche arpionare il ferone e arenarlo davanti a Cariddi, così che gli abitanti possano approfittarne. 'Ndrja è però così infastidito dai modi dell'intermediario, Sanciolo, da cacciarlo malamente e richiedere che sia il Maltese in persona a sbarcare per reclutarlo; poi, davanti all'insistenza dell'uomo che addirittura fa sorgere negli altri pellisquadre il sospetto che l'interesse del Maltese sia morboso e "particolare", il giovane caccia in malo modo Sanciolo.
I pellisquadre temono che a questo punto gli inglesi rinuncino a ingaggiare 'Ndrja che perderà così le mille lire promesse, che servirebbero come anticipo per il mastro d'ascia al quale vogliono ordinare una nuova palamitara, una barca da pesca in sostituzione di quelle distrutte durante i combattimenti. Ma 'Ndrja prende l'iniziativa, incoraggiato anche dall'atteggiamento di don Luigi che oramai lo tratta come un adulto. Parla con Maniàci, gli inglesi aiutano a arenare la carcassa dell'orcaferone, appena morto, e tutti gli abitanti di Cariddi si aggrappano alle corde per trascinarla a riva.
'Ndrja parte per Messina con Masino, il suo fratello di latte. Maniàci vorrebbe che 'Ndrja riconoscesse dai calli delle mani quanti nella squadra ingaggiata siano realmente pescatori e quanti sbarbatelli, ma lui si rifiuta perché sa che verrebbero lasciati a casa. La notte vengono ospitati nell'ex Casa del Fascio di Messina, ma assistono alla morte di un contrabbandiere colpito dalla ronda e gli sbarbatelli fuggono tutti.
Il mattino dell'8 ottobre 1943, 'Ndrja e Masino si recano a Galati Mamertino a trovare il maestro d'ascia don Armandino Raciti, per commissionargli la barca, ma qui scoprono che l'uomo non lavora più: colpito da un ictus che lo ha lasciato senza parola, in pratica ha abbandonato l'opera alla moglie che cerca di portarla avanti secondo le sue indicazioni. La signora li sollecita a portarle il legno, e lei taglierà una palamitara come da loro desiderio. 'Ndrja però se ne va senza impegnarla.
Tornati a Messina trovano il Maltese che ha rinunciato all'idea di mettere in acqua una squadra di messinesi per sfidare inglesi e americani. È disposto comunque a dare a 0Ndrja le mille lire, ma lui vuole guadagnarsele. Incarica Masino di radunare gli sbarbatelli impressionati dal fatto di sangue, rifugiatisi nella sede di un'organizzazione indipendentista siciliana. Vuole scendere immediatamente in mare a provare.
Con l'aiuto di Masino riesce a insegnare ai neofiti il ritmo del remo e della volga, e continuano a allenarsi sotto gli occhi del Maltese fino a notte. Nell'oscurità, ancora remano con entusiasmo e fiducia, non per vincere ma per fare bella figura; la lancia si avvicina a una portaerei, la sentinella fa partire nel buio un colpo d'avvertimento che prende 'Ndrja Cambrìa in mezzo agli occhi, uccidendolo sul colpo.

## Personaggi

### Umani
- 'Ndrja Cambrìa, nocchiero semplice della Marina Regia, torna a casa in Sicilia quando il comandante della sua nave a seguito dell'8 settembre 1943 lascia liberi i marinai che ne hanno la possibilità.
- Cata, la più giovane delle femminote, dopo tre giorni e tre notti insieme il marito Damiano la lascia "che si potevano dire fratello e sorella", quando viene portato via dai carabinieri per finire nell'esercito.
- Caitanello Cambrìa, padre di 'Ndrja, da bambino ebbe per compagna di giochi una fera. Soffre molto per la precoce morte della moglie, ancora giovane; la chiama nel sonno e conserva tutti i suoi vestiti.
- Jacoma, o facciatagliata, è la suocera di Cata e la più influente tra le femminote che 'Ndrja Cambrìa incontra a Praia a Mare.
- Boccadopa, è il capo dei quattro soldati che si aggregano a 'Ndria Cambrìa sulla strada del ritorno in Sicilia.
- Portempedocle, Montalbanodelicona, Petraliasottana, soldati del Regio Esercito sbandati dopo l'8 settembre, cercano di tornare a casa in Sicilia; sono conosciuti dal nome delle città di provenienza.
- signor Monanin, guardiamarina veneto imbarcato sulla nave da guerra dove 'Ndrja è marinaio prima dell'8 settembre, non crede alla malvagità dei delfini e si scandalizza che i cariddoti li chiamino "fere".
- Ciccina Circè, femminota un po' maga, abbandonata dal marito/amante partito per la guerra, traghetta 'Ndrja Cambrìa dall'altra parte dello stretto con la propria barca. È in grado di attirare i delfini con il suono di una campanella.
- L'Acitana, è la madre di 'Ndrja Cambrìa, morta di parto nel dare alla luce il secondo figlio; prima di sposare Caitanello abitava ad Acireale. Aveva un rapporto molto affettuoso con il marito, che per lusingare chiamava Granvisire, e ne era chiamata Masignora. È morta di parto mentre il marito e il figlio si trovavano per mare, e venne sepolta prima del loro ritorno a casa.
- don Luigi Orioles, è tra i pellisquadre più autorevoli; solo alla fine del romanzo, durante l'episodio dell'orcaferone arenato, 'Ndrja si rende conto di avere raggiunto un'autorevolezza pari a quella del vecchio saggio.
- Ferdinando Currò, vecchio pellisquadra, durante il maremoto del 28 dicembre 1908 salvò dalla furia delle onde molti dei pescatori che erano ancora bambini; da anziano passa il suo tempo a guardare il mare seduto fuori dalla porta di casa.
- sig. Cama, Delegato di Spiaggia di Cariddi, ha percorso tutti i mari su navi di lungo corso; possiede un grande libro illustrato scritto in inglese, che mostra il nome di tutti gli abitatori dei mari.
- Masino, 16 anni, fratello di latte di 'Ndrja Cambrìa, lo accompagna a Messina per l'impresa della regata.
- il maltese Maniàci, arrivato in Sicilia a seguito dell'invasione, al servizio degli inglesi. Viene incaricato di organizzare un equipaggio italiano per una regata a tre nazionalità da tenersi a Messina.
- Marosa Orioles, figlia di don Luigi Orioles, innamorata di 'Ndrja Cambrìa fino da quando era bambina; come Penelope, in attesa del suo ritorno ricama pesci sul corredo di nozze.
- Lillo Sanciolo, aiutante del Maltese, maneggione che tenta a tutti costi di reclutare 'Ndrja Cambrìa per la regata angoloamericana, che frutterebbe mille lire l'uno anche a suo fratello e suo cognato.

### Fere
- Manuncularais, ha avuto un incontro-scontro con Caitanello Cambrìa poco prima del ritorno del figlio dalla guerra; il pescatore lo ha ferito con un temperino che porta sempre con sé.
- Pelorus Jack, fera trentenne che vive in uno stretto della Nuova Zelanda, la cui storia è raccontata ai pellisquadre dal signor Cama.
- Mezzogiornara, è la fera femmina che gioca con Caitanello bambino, uccisa a colpi di moschetto dai cacciatori con gran dolore del piccolo.
- Orcaferone, il più grande abitatore del fondale marino, a memoria dei pellisquadre si è risvegliato dal suo sonno in fondo al mare solo quattro volte; porta sul fianco sinistro una ferita profonda e incancrenita che emana uno spaventoso odore di morte e putrefazione.

## Lingue e stile
Oltre alla lunghezza, la caratteristica pregnante di Horcynus Orca è l'invenzione linguistica, l'originale creazione di un vocabolario sovraccarico di significati in cui si intrecciano, inestricabili, almeno tre livelli: l'italiano colto e letterario, la parlata popolare dei pescatori siciliani, infine una gran quantità di termini originali, ideati dall'autore. L'assenza voluta di un qualunque glossario o di note a piè di pagina fanno della lettura di Horcynus Orca un'impresa ardua, per nulla facilitata dall'incessante tendenza dell'autore alla digressione e al flusso di coscienza.
Ci sono inoltre numerosi richiami e paralleli con altre opere letterarie: l'epica greca (in particolare l'Odissea), l'opera verghiana, il Moby Dick di Melville e l'Ulisse di Joyce.

## Edizioni
- Horcynus Orca, collana Scrittori Italiani e Stranieri, Milano, Mondadori, gennaio 1975.
- Horcynus Orca, collana Oscar Narrativa, introduzione di Giuseppe Pontiggia, n. 547, Milano, Mondadori, 1982.
- Horcynus Orca, collana Oscar classici moderni, Mondadori, 1994, ISBN 978-88-04-38428-1.
- Stefano D'Arrigo, Horcynus Orca, collana Scala Italiani, Rizzoli, 2003, ISBN 978-88-17-87228-7. Collana BUR. Contemporanea, Rizzoli, 2017.
- (DE) Horcynus Orca, traduzione di Moshe Kahn, S. Fischer Verlag, 2015, ISBN 978-31-001-5337-1.
- (FR) Horcynus Orca, traduzione di Monique Baccelli e Antonio Werli, Le Nouvel Attila, 2023, ISBN 978-2-493-21355-6.

### La prima stesura
- A. Cedola e S. Sgavicchia (a cura di), I fatti della fera, Milano, Rizzoli, 2000.
- A. Cedola e S. Sgavicchia (a cura di), I fatti della fera, collana BUR. Scrittori contemporanei, Milano, Rizzoli, 2004, ISBN 978-88-170-0114-4.

## Curiosità
Il giornalista Piero Melati, sull'inserto culturale Robinson de la Repubblica, richiama le numerose influenze sul testo di Hölderlin, cui D'Arrigo dedicò la propria tesi di laurea, della filosofia di Nietzsche e Heidegger, senza dimenticare la teoria degli opposti di Eraclito, «fino a risalire ad una visione (letteraria) della conoscenza, annidata nel romanzo ed espressa nelle sibilline formule del 'sentito dire, visto con gli occhi e visto con gli occhi della mente'».